# Deceptria
Deceptria là một chi bướm đêm thuộc họ Erebidae.